# Философ Александријски
Философ је хришћански светитељ и мученик, родом из околине Александрије.
За време гоњења хришћана свети Философ се није хтео одрећи вере у Христа пред кнезовима и судијама. Због тога су га пагани ставили на тешке муке. Пошто је мучен разним мукама, ставили су га у меку постељу и везали му и ноге и руке, и пустили код њега блудницу. Када је свети Философ осетио, да се у њему буди похот, он је стегао зубима свој језик, пресекао га и испљунуо у лице жени. Од тога се у њему похот угасила, а блудна жена се толико ужаснула, да је одмах побегла од њега. Потом је посечен мачем око 252. године.
Српска православна црква слави га 31. маја по црквеном, а 13. јуна по грегоријанском календару.